# Walram IV. Limburský
Walram IV. Limburský, fr. Walram IV nebo Waléran IV de Limbourg (1220? – 24. října 1279) byl limburský vévoda.
Byl synem limburského vévody Jindřicha IV. a Ermengardy z Bergu. Po otcově smrti roku 1247 obdržel limburské vévodství a jeho bratr Adolf hrabství Berg. Novému limburskému vévodovi se podařilo si roku 1258 znepřátelit brabantského vévodu Jana, čímž přerušil dlouhodobé přátelské vztahy s Brabantskem.
Aktivně ovlivňoval říšskou politiku během interregna, ze štaufského tábora přešel na stranu Viléma Holandského, jemuž dělal vyslance na anglickém dvoře Jindřicha III. Po Vilémově smrti se stal zastáncem kandidatury Richarda Cornwallského. Po jeho smrti roku 1272 ovlivňoval novou volbu římského krále.
Zemřel v říjnu 1279, a ač byl dvakrát ženatý, nezplodil mužského potomka a rod jím vymřel po meči. Jeho smrt předznamenala bitvu u Worringenu, v níž se utkali zájemci o uvolněné dědictví.